# Reichenbachia frosti
Reichenbachia frosti är en skalbaggsart som beskrevs av Christopher E. Carlton 2003. Reichenbachia frosti ingår i släktet Reichenbachia och familjen kortvingar. Inga underarter finns listade i Catalogue of Life.